# Valerij Popenčenko
Valerij Vladimirovič Popenčenko (in russo Валерий Владимирович Попенченко?; Kuncevo, 26 agosto 1937 – Mosca, 15 febbraio 1975) è stato un pugile sovietico che ha vinto la medaglia d'oro alle Olimpiadi di Tokyo 1964 nei pesi medi.

## Palmarès

### Olimpiadi
- 1 medaglia:
  - 1 oro (Tokyo 1964 nei pesi medi)

### Europei dilettanti
- 2 medaglie:
  - 2 ori (Mosca 1963 nei pesi medi; Berlino 1965 nei pesi medi)